# 三浦大地 (バドミントン選手)
三浦 大地（みうら だいち、2006年8月31日 - ）は、日本の男子バドミントン選手。

## 経歴
埼玉栄中学校・高等学校で競技に打ち込む。
2021年の全国中学校大会で、山田琉碧を破り準優勝。
高校では、ダブルスで稲川蓮二郎とペアを組む。
2023年9月の全日本ジュニア選手権では、ライバルの松川健大 / 中静悠斗に21-11, 20-22, 13-21と惜しくも逆転され準優勝となった。

### 2024年
8月のインターハイでは、決勝でライバルの松川健大 / 中静悠斗に21-19, 28-26で勝利し優勝。
10月の世界ジュニア選手権では、4回戦で強豪インドネシアの1番手で第3シードのアンセルムス・プラセテャ / プルン・ラマダンをファイナルで破る番狂わせを起こし、準々決勝では同法対決に惜敗し、ベスト8に輝いた。
高校卒業後はNTT東日本に入社し、中静悠斗とペアを組む。